# Nati nel 1941/Agosto
| Questa pagina contiene informazioni ricavate automaticamente dalle voci biografiche con l'ausilio del template Bio e di un bot. L'aggiornamento è periodico e automatico e ricostruisce completamente la pagina. Se manca una persona in questa lista, sei pregato di non aggiungerla, ma accertati piuttosto che la sua voce biografica contenga il template Bio e che i dati anagrafici siano correttamente compilati. Se il template Bio manca, inseriscilo tu stesso o, in alternativa, metti l'avviso {{tmp\|Bio}} che ne segnala la mancanza. Se i dati riportati sono sbagliati, correggi direttamente la voce biografica; le modifiche saranno visibili in questa lista entro pochi giorni. Per chiarimenti vedi il progetto biografie. La lista contiene solo le 247 persone che sono citate nell'enciclopedia e per le quali è stato implementato correttamente il template Bio. Pagina aggiornata al 26 lug 2025. |

- 1º agosto - Ron Brown, politico statunitense († 1996)
- 1º agosto - Frederick Busch, scrittore statunitense († 2006)
- 1º agosto - Nathalie Delon, attrice e regista francese († 2021)
- 1º agosto - Krista Fanedl, ex sciatrice alpina slovena
- 1º agosto - Ján Hummel, ex cestista cecoslovacco
- 1º agosto - Michael Ledeen, storico e giornalista statunitense († 2025)
- 1º agosto - Ney Matogrosso, cantante, danzatore e attore brasiliano
- 1º agosto - Étienne Roda-Gil, poeta francese († 2004)
- 1º agosto - Jordi Savall, gambista, violoncellista e direttore d'orchestra spagnolo
- 1º agosto - Sue Wilkins Myrick, politica statunitense
- 2 agosto - Jules Hoffmann, immunologo francese
- 2 agosto - Antonio Monselesan, attore e allenatore di pugilato italiano († 2015)
- 2 agosto - Nicolae Neagoe, bobbista rumeno († 2023)
- 2 agosto - Guy Revell, pattinatore artistico su ghiaccio canadese († 1981)
- 2 agosto - Ede Staal, cantautore e poeta olandese († 1986)
- 2 agosto - Fabio Testi, attore italiano
- 2 agosto - François Weyergans, scrittore e regista belga († 2019)
- 3 agosto - Rubén Adorno, ex cestista portoricano
- 3 agosto - Federico Enriques, editore e politico italiano
- 3 agosto - Hage Geingob, politico namibiano († 2024)
- 3 agosto - Franco Menichelli, ex ginnasta e allenatore di ginnastica artistica italiano
- 3 agosto - János Rácz, cestista ungherese († 2023)
- 3 agosto - Grzegorz Rosinski, fumettista e pittore polacco
- 3 agosto - Martha Stewart, conduttrice televisiva statunitense
- 3 agosto - Robert Thurman, saggista, orientalista e monaco buddhista statunitense
- 3 agosto - Adriano Vignali, politico italiano
- 3 agosto - James Yorke, matematico e fisico statunitense
- 4 agosto - Domenico Attianese, poliziotto italiano († 1986)
- 4 agosto - Cesare De Agostini, giornalista e scrittore italiano († 2022)
- 4 agosto - Fernand Etter, ciclista su strada francese († 1997)
- 4 agosto - Martin Jarvis, attore britannico
- 4 agosto - Danny McDaid, ex maratoneta e ex mezzofondista irlandese
- 4 agosto - Paul Mooney, comico, attore e scrittore statunitense († 2021)
- 4 agosto - Kaija Mustonen, ex pattinatrice di velocità su ghiaccio finlandese
- 4 agosto - Ted Strickland, politico statunitense
- 4 agosto - Aníbal Tarabini, calciatore argentino († 1997)
- 4 agosto - Roberto Ulivi, politico italiano
- 5 agosto - Lenny Breau, chitarrista statunitense († 1984)
- 5 agosto - Riccarda Casadei, editrice musicale italiana
- 5 agosto - Alexander Keewatin Dewdney, matematico, informatico e filosofo canadese († 2024)
- 5 agosto - Carla Gravina, attrice e politica italiana
- 5 agosto - Guidalberto Guidi, imprenditore italiano († 2023)
- 5 agosto - Airto Moreira, batterista e percussionista brasiliano
- 5 agosto - Syed Munawar Hasan, politico, sociologo e islamista pakistano († 2020)
- 5 agosto - Leonid Denisovič Kizim, cosmonauta sovietico († 2010)
- 5 agosto - Riccardo Petrella, economista e politologo italiano
- 5 agosto - Andrea Seastrand, politica statunitense
- 6 agosto - Lyle Berman, giocatore di poker, imprenditore e dirigente d'azienda statunitense
- 6 agosto - Joseph Gonzales, ex pugile francese
- 6 agosto - Jevhen Kučerevs'kyj, allenatore di calcio e calciatore sovietico († 2006)
- 6 agosto - Anthony Newcomb, musicologo statunitense († 2018)
- 6 agosto - Oh Yoon-kyung, ex calciatore nordcoreano
- 7 agosto - Franco Columbu, culturista, attore e powerlifter italiano († 2019)
- 7 agosto - Bob Etheridge, politico statunitense
- 7 agosto - Thomas F. Hartnett, politico statunitense
- 7 agosto - Howard Johnson, musicista, polistrumentista e attore statunitense († 2021)
- 7 agosto - Volkert Kraeft, attore e doppiatore tedesco
- 7 agosto - Vladislav Lučić, ex cestista e allenatore di pallacanestro serbo
- 7 agosto - Evi Marandi, attrice greca
- 7 agosto - Silvio Vietta, critico letterario tedesco
- 8 agosto - Earl Boen, attore e doppiatore statunitense († 2023)
- 8 agosto - Georges Heylens, allenatore di calcio e ex calciatore belga
- 8 agosto - Emiliano Jimenez Hernandez, teologo spagnolo († 2007)
- 8 agosto - Rosemary Lassig, nuotatrice australiana († 2017)
- 8 agosto - Fazile Hanimsultan, principessa egiziana († 2024)
- 8 agosto - Ravilja Salimova, cestista sovietica († 2019)
- 8 agosto - Hans-Jürgen Tögel, regista tedesco
- 9 agosto - Alfred Aho, informatico canadese
- 9 agosto - Way Bandy, truccatore statunitense († 1986)
- 9 agosto - Giancarlo Ferretti, dirigente sportivo e ex ciclista su strada italiano
- 9 agosto - Wim Franke, cestista e allenatore di pallacanestro olandese († 2013)
- 9 agosto - Peter Hartz, imprenditore tedesco
- 9 agosto - Renji Ishibashi, attore giapponese
- 9 agosto - Volker Prechtel, attore tedesco († 1997)
- 10 agosto - Tommy Crutcher, giocatore di football americano statunitense († 2002)
- 10 agosto - Orvar Lindwall, ex schermidore svedese
- 10 agosto - Anita Lonsbrough, ex nuotatrice britannica
- 11 agosto - Felice Borgoglio, politico italiano
- 11 agosto - Marco Fumi, politico italiano († 2024)
- 11 agosto - Jacinto González, ex cestista cubano
- 11 agosto - Patricio Guzmán, regista, sceneggiatore e attore cileno
- 11 agosto - Larry Hausmann, ex calciatore statunitense
- 11 agosto - Alla Kušnir, scacchista israeliana († 2013)
- 11 agosto - Pio Monti, gallerista italiano († 2022)
- 11 agosto - Bill Munson, giocatore di football americano statunitense († 2000)
- 11 agosto - John Simon, produttore discografico, musicista e compositore statunitense
- 11 agosto - Ezio Tarantelli, economista italiano († 1985)
- 11 agosto - Giorgio Troncon, ex rugbista a 15 e allenatore di rugby a 15 italiano
- 11 agosto - Albino Zambelli, ex bobbista italiano
- 12 agosto - Réjean Ducharme, scrittore e sceneggiatore canadese († 2017)
- 12 agosto - Dana Ivey, attrice statunitense
- 12 agosto - Dimităr Jakimov, ex calciatore bulgaro
- 12 agosto - Edwin Roberts, ex velocista trinidadiano
- 12 agosto - Letícia Román, attrice cinematografica italiana
- 12 agosto - Jennifer Warren, attrice statunitense
- 13 agosto - Angelo Bellettato, poeta, traduttore e editore italiano († 2004)
- 13 agosto - Iosif Culineac, pallanuotista rumeno († 2002)
- 13 agosto - Erin Fleming, attrice canadese († 2003)
- 13 agosto - Ambrogio Fogar, navigatore, esploratore e scrittore italiano († 2005)
- 13 agosto - Chris Hanburger, ex giocatore di football americano statunitense
- 13 agosto - Piet van der Kruk, pesista e sollevatore olandese († 2020)
- 13 agosto - Ihor Kul'čyc'kyj, ex calciatore sovietico
- 13 agosto - Gino Pellegrini, scenografo e pittore italiano († 2014)
- 14 agosto - Mario Ceccobelli, vescovo cattolico italiano
- 14 agosto - Lynne Cheney, scrittrice e politica statunitense
- 14 agosto - Aïcha Chenna, attivista marocchina († 2022)
- 14 agosto - David Crosby, chitarrista e cantautore statunitense († 2023)
- 14 agosto - Riccardo Sales, cestista e allenatore di pallacanestro italiano († 2006)
- 14 agosto - Heinke Salisch, politica tedesca
- 14 agosto - Connie Smith, cantante statunitense
- 15 agosto - Liliana Cosi, direttrice artistica e ex ballerina italiana
- 15 agosto - Nanni Fabbri, regista italiano († 2014)
- 15 agosto - Jan Lewan, truffatore e cantante polacco
- 15 agosto - Roberto Lione, regista televisivo, sceneggiatore e produttore cinematografico italiano († 2017)
- 15 agosto - Nangolo Mbumba, politico namibiano
- 15 agosto - Laura Mulvey, critica cinematografica e regista britannica
- 15 agosto - Lou Perry, attore statunitense († 2009)
- 15 agosto - Renzo Vescovi, regista teatrale italiano († 2005)
- 16 agosto - Théoneste Bagosora, militare ruandese († 2021)
- 16 agosto - Francis Kuipers, compositore e chitarrista inglese
- 16 agosto - Jeremy Leven, sceneggiatore, regista e scrittore statunitense
- 16 agosto - Giuseppe Lombardo, politico italiano
- 16 agosto - Barry MacKenzie, ex hockeista su ghiaccio canadese
- 16 agosto - Beniamino Prior, tenore italiano
- 16 agosto - María Silva, attrice spagnola († 2023)
- 16 agosto - Ahmed al-Mirghani, politico sudanese († 2008)
- 17 agosto - Stere Adamache, calciatore rumeno († 1978)
- 17 agosto - Ibrahim Babangida, generale e politico nigeriano
- 17 agosto - Lothar Bisky, politico tedesco († 2013)
- 17 agosto - Gabriella Farinon, annunciatrice televisiva, conduttrice televisiva e attrice cinematografica italiana
- 17 agosto - Nikolaj Nikolaevič Gubenko, attore, regista cinematografico e regista teatrale sovietico († 2020)
- 17 agosto - Fritz Wepper, attore tedesco († 2024)
- 17 agosto - Jules Zvunka, ex calciatore e allenatore di calcio francese
- 18 agosto - Domenico Amalfitano, politico italiano
- 18 agosto - Tom Cecic, ex calciatore jugoslavo
- 18 agosto - Mohamed Ghannouchi, politico tunisino
- 18 agosto - Ari Hercílio, calciatore brasiliano († 1972)
- 18 agosto - Christopher Jones, attore statunitense († 2014)
- 18 agosto - Gerald Frederick Kicanas, vescovo cattolico statunitense
- 18 agosto - Matt Snell, giocatore di football americano statunitense
- 18 agosto - Beniamino Stella, cardinale e arcivescovo cattolico italiano
- 18 agosto - Laurel Rose Willson, scrittrice statunitense († 2002)
- 18 agosto - Bob Woytowich, hockeista su ghiaccio canadese († 1988)
- 18 agosto - Franco Zagaroli, politico italiano
- 18 agosto - Agustín Zaragoza, ex pugile messicano
- 19 agosto - Pier Luigi Cimma, compositore, chitarrista e liutista italiano († 2006)
- 19 agosto - John Cootes, rugbista a 13, imprenditore e presbitero australiano
- 19 agosto - Roswitha Esser, ex canoista tedesca
- 19 agosto - Jules Melquiond, ex sciatore alpino francese
- 19 agosto - Marcelo Pagani, ex calciatore argentino
- 19 agosto - Jeanne Valérie, attrice francese († 2020)
- 20 agosto - Francesco Borrelli, carabiniere italiano († 1982)
- 20 agosto - Dave Brock, cantante e chitarrista britannico
- 20 agosto - Piergiuseppe Caporale, giornalista, critico musicale e autore televisivo italiano († 2020)
- 20 agosto - Jacques Cheminade, politico e imprenditore argentino
- 20 agosto - John Cooksey, politico statunitense († 2022)
- 20 agosto - Vito De Grisantis, vescovo cattolico italiano († 2010)
- 20 agosto - Anne Evans, soprano e insegnante britannica
- 20 agosto - Gherardo Hercolani Fava Simonetti, nobile e religioso italiano
- 20 agosto - Stefano Iacoponi, ingegnere italiano
- 20 agosto - Slobodan Milošević, politico serbo († 2006)
- 20 agosto - Stevan Ostojić, allenatore di calcio e calciatore jugoslavo († 2022)
- 20 agosto - Roberto Primavera, scacchista italiano
- 20 agosto - Jo Ramírez, dirigente sportivo messicano
- 20 agosto - Gianfrancesco Siazzu, generale italiano
- 20 agosto - Marian Szeja, calciatore polacco († 2015)
- 21 agosto - Walter Block, economista statunitense
- 21 agosto - Paolo Caviglia, politico italiano
- 21 agosto - Tom Coster, tastierista e compositore statunitense
- 21 agosto - Aurelio Crippa, politico e sindacalista italiano
- 21 agosto - Jackie DeShannon, cantautrice statunitense
- 21 agosto - Alberto Mario González, calciatore argentino († 2023)
- 21 agosto - Lothar Haack, ex calciatore tedesco orientale
- 21 agosto - Orestes Matacena, attore cubano
- 21 agosto - Bruno Monguzzi, designer e grafico svizzero
- 21 agosto - Enrico Maria Papes, cantautore e batterista italiano
- 22 agosto - Edwin Birdsong, tastierista e organista statunitense († 2019)
- 22 agosto - Bill Parcells, allenatore di football americano statunitense
- 22 agosto - Cesare Ragazzi, imprenditore, inventore e personaggio televisivo italiano († 2024)
- 22 agosto - Luis Varela, calciatore uruguaiano († 2021)
- 23 agosto - Rafael Albrecht, calciatore argentino († 2021)
- 23 agosto - Arfon Griffiths, allenatore di calcio e ex calciatore gallese
- 23 agosto - Bruno Loi, generale italiano
- 23 agosto - Rocky Roberts, cantante statunitense († 2005)
- 23 agosto - Svetlana Semёnova, saggista, filosofa e storica della letteratura russa († 2014)
- 23 agosto - Maria do Carmo Alves, politica e avvocata brasiliana († 2024)
- 24 agosto - Jürgen Eschert, ex canoista tedesco
- 24 agosto - Paola Pitagora, attrice e cantante italiana
- 24 agosto - Jean Plaskie, calciatore belga († 2017)
- 24 agosto - Hans-Georg Reimann, ex marciatore tedesco
- 24 agosto - Renzo Rossellini, produttore cinematografico e regista italiano
- 24 agosto - Peppino Tanti, ex sollevatore italiano
- 25 agosto - Paolo Battistuzzi, politico italiano († 1998)
- 25 agosto - Mario Corso, calciatore e allenatore di calcio italiano († 2020)
- 25 agosto - Beppe Costa, poeta, scrittore e editore italiano
- 25 agosto - Angelo Domenghini, ex calciatore e allenatore di calcio italiano
- 25 agosto - Harry Gruyaert, fotografo belga
- 25 agosto - Pier Luigi Meciani, allenatore di calcio, dirigente sportivo e calciatore italiano († 2013)
- 25 agosto - Ludwig Müller, calciatore tedesco († 2021)
- 25 agosto - Holger Bech Nielsen, fisico danese
- 25 agosto - Claudio Pribaz, ex calciatore italiano
- 26 agosto - Barbara Ehrenreich, giornalista, scrittrice e attivista statunitense († 2022)
- 26 agosto - Kenneth Kluivert, ex calciatore surinamese
- 26 agosto - Ayşe Kulin, scrittrice e sceneggiatrice turca
- 26 agosto - Claudio Pressich, ex calciatore italiano
- 26 agosto - Bruce Lee Rothschild, scrittore e matematico statunitense
- 26 agosto - Barbet Schroeder, regista e produttore cinematografico francese
- 27 agosto - Giovanni Maria Accame, critico d'arte, storico dell'arte e docente italiano († 2011)
- 27 agosto - Trevor Colman, politico britannico († 2022)
- 27 agosto - Cesária Évora, cantante capoverdiana († 2011)
- 27 agosto - Alberto Ferrandi, politico italiano († 2024)
- 27 agosto - Tatsuya Fuji, attore giapponese
- 27 agosto - Dieter Hoffmann, pesista tedesco († 2016)
- 27 agosto - János Konrád, pallanuotista ungherese († 2014)
- 27 agosto - Oreste Lodigiani, politico italiano
- 27 agosto - Jerry Logan, ex giocatore di football americano statunitense
- 27 agosto - Jurij Vasil'evič Malyšev, cosmonauta sovietico († 1999)
- 27 agosto - Harrison Page, attore statunitense
- 27 agosto - Edward Sels, ex ciclista su strada belga
- 27 agosto - Miroslav Stupar, ex arbitro di calcio sovietico
- 27 agosto - Bohdan Stupka, attore e politico ucraino († 2012)
- 28 agosto - Nisse Andersson, ex calciatore e allenatore di calcio svedese
- 28 agosto - Tony Barry, attore e attivista australiano († 2022)
- 28 agosto - Gustavo Chazarreta, cestista argentino († 2017)
- 28 agosto - Toomas Leius, tennista sovietico († 2025)
- 28 agosto - Gerry Manzoli, bassista e paroliere italiano
- 28 agosto - Paul Plishka, basso statunitense († 2025)
- 29 agosto - Roberto Arnaldi, conduttore radiofonico, paroliere e cantante italiano († 2012)
- 29 agosto - Sibylle Bergemann, fotografa tedesca († 2010)
- 29 agosto - Mario Cavallaro, politico italiano
- 29 agosto - Ellen Geer, attrice, docente e regista teatrale statunitense
- 29 agosto - Bunny Lee, produttore discografico giamaicano († 2020)
- 29 agosto - Ugo Nespolo, artista italiano
- 29 agosto - Tony Palmer, regista e scrittore britannico
- 29 agosto - Ole Ritter, ex ciclista su strada e pistard danese
- 29 agosto - Tauese Sunia, politico samoano americano († 2003)
- 29 agosto - Kazuya Takeuchi, ex pallanuotista giapponese
- 30 agosto - Ignazio Giunti, pilota automobilistico italiano († 1971)
- 30 agosto - Ben Jones, attore e politico statunitense
- 30 agosto - Karin Larsson, nuotatrice svedese († 2019)
- 30 agosto - Lowell MacDonald, ex hockeista su ghiaccio canadese
- 31 agosto - Knut Faldbakken, scrittore norvegese
- 31 agosto - Jean Guillot, calciatore e allenatore di calcio francese († 1996)
- 31 agosto - Emmanuel Nunes, compositore portoghese († 2012)
- 31 agosto - Graziella Riga, politica italiana († 2012)
- 31 agosto - Mircea Rădulescu, allenatore di calcio e ex calciatore rumeno
- 31 agosto - Alberto Verso, costumista italiano († 2007)